# هایده صفی‌یاری
هایده صفی‌یاری (زادهٔ ۵ تیر ۱۳۳۸ در گرگان) تدوین‌گر ایرانی و از اعضای آکادمی اسکار است.
هایده صفی‌یاری فارغ‌التحصیل رشته سینما از مدرسه عالی تلویزیون و سینما می‌باشد و فعالیت سینمایی را با صداگذاری فیلم دخترک کنار مرداب در سال ۱۳۶۸ آغاز کرد. تدوین فیلم آژانس شیشه‌ای اولین سیمرغ بلورین را از شانزدهمین جشنواره فیلم فجر برای او به ارمغان آورد. در سال بعد بار دیگر موفقیت خود را تکرار کرد و جایزه بهترین تدوین جشنواره فجر را برای فیلم روبان قرمز به‌دست‌آورد. از دیگر آثار مشهور او جدایی نادر از سیمین، فروشنده، درباره الی، هفت دقیقه تا پاییز و چهارشنبه‌سوری هستند.
او تاکنون بارها نامزد و برنده جایزه‌هایی در جشنواره‌های فیلم داخلی و خارجی شده‌ است.

## فیلم‌شناسی

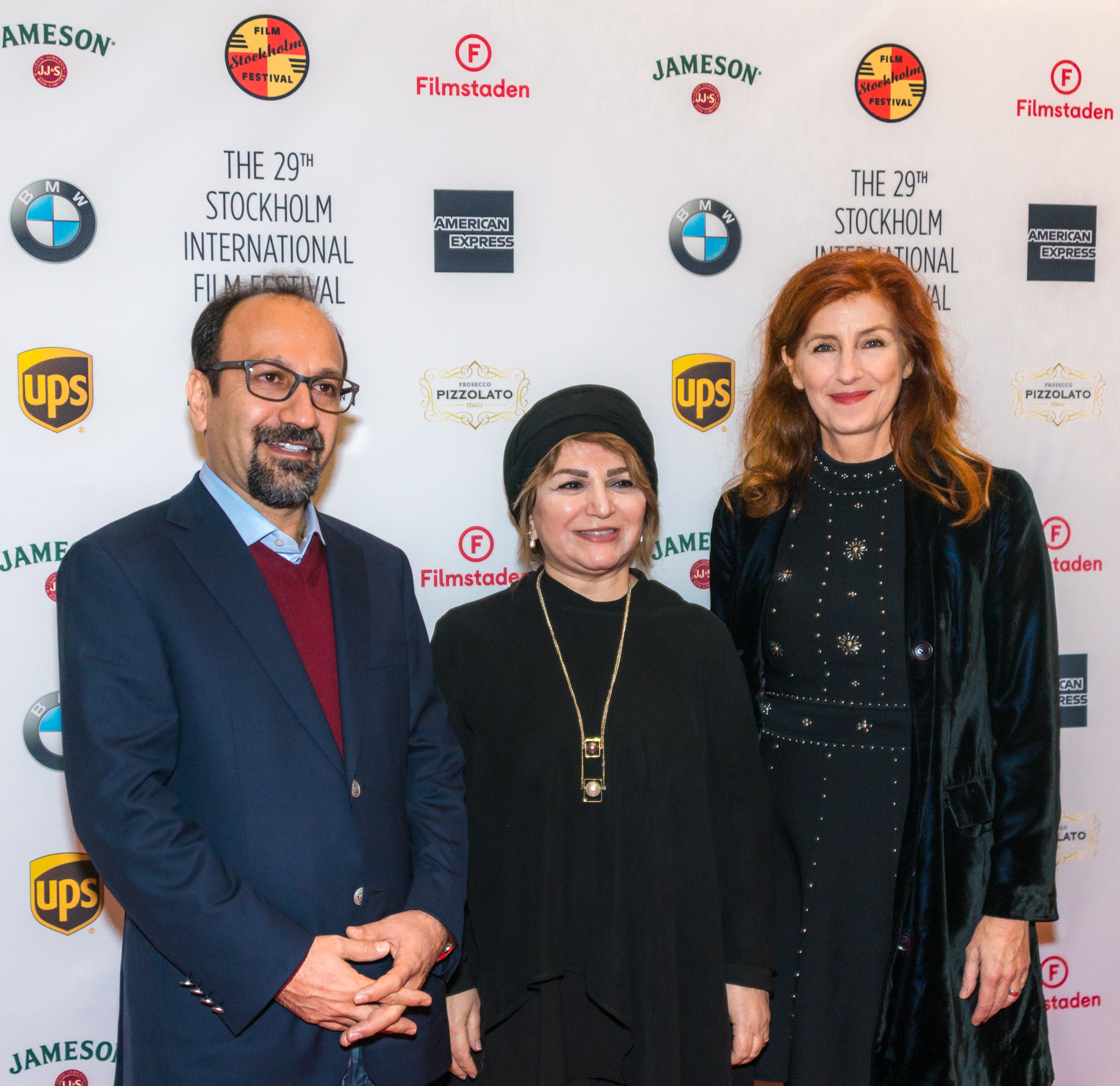
از راست: ، هایده صفی‌یاری و اصغر فرهادی در جشنوارهٔ فیلم استکهلم ۲۰۱۸

### تدوین‌گر
- عنکبوت مقدس (۱۴۰۰)
- کشتن خواجه (۱۴۰۰)
- قهرمان (۱۴۰۰)
- صحنه‌زنی (۱۳۹۹)
- خون شد (۱۳۹۹)
- لامینور (۱۳۹۸)
- عامه‌پسند (۱۳۹۸)
- مغز استخوان (۱۳۹۸)
- قاتل و وحشی (۱۳۹۸)
- ناگهان درخت (۱۳۹۸)
- مردی بدون سایه (۱۳۹۷)
- مسخره‌باز (۱۳۹۷)
- همچنان که می‌مردم[۸] (۱۳۹۷)
- همه می‌دانند (۱۳۹۶)
- عین شین قاف (۱۳۹۵)
- اسرافیل (۱۳۹۵)
- زیر سقف دودی (۱۳۹۵)
- مادری (۱۳۹۵)
- هت‌تریک (۱۳۹۵)
- تمارض (۱۳۹۵)
- دوئت (۱۳۹۴)
- فروشنده (۱۳۹۴)
- لانتوری (۱۳۹۴)
- اژدها وارد می‌شود! (۱۳۹۴)
- خاطرات اسب سیاه (۱۳۹۴)
- مردان (۱۳۹۳)
- پدر آن دیگری (۱۳۹۳)
- دو (۱۳۹۳)
- شیفت شب (۱۳۹۳)
- مرگ ماهی (۱۳۹۳)
- دوران عاشقی (۱۳۹۳)
- عصبانی نیستم! (۱۳۹۲)
- تمشک (فیلم) (۱۳۹۲)
- سیصد و شونزده[۹] (۱۳۹۲)
- هیس! دخترها فریاد نمی‌زنند (۱۳۹۱)
- یک، دو، سه،... پنج (۱۳۹۱)
- چه خوبه که برگشتی (۱۳۹۱)
- بغض (۱۳۹۰)
- بوسیدن روی ماه (۱۳۹۰)
- پذیرایی ساده (۱۳۹۰)
- نارنجی‌پوش (۱۳۹۰)
- یک روز دیگر (۱۳۹۰)
- جدایی نادر از سیمین (۱۳۸۹)
- مهتاب روی سکو (۱۳۸۹)
- زمزمه با باد (۱۳۸۸)
- هفت دقیقه تا پاییز (۱۳۸۸)
- چهل‌سالگی (۱۳۸۸)
- در انتظار معجزه (۱۳۸۸)
- درباره الی (۱۳۸۷)
- آتشکار (۱۳۸۶)
- دایره‌زنگی (۱۳۸۶)
- نیوه‌مانگ (۱۳۸۵)
- چهارشنبه‌سوری (۱۳۸۴)
- زیر درخت هلو (۱۳۸۴)
- اشک سرما(۱۳۸۲)
- سیمای زنی در دوردست (۱۳۸۲)
- لاک‌پشت‌ها هم پرواز می‌کنند (۱۳۸۲)
- آوازهای سرزمین مادری‌ام (۱۳۸۱)
- ارتفاع پست (۱۳۸۰)
- قطعه ناتمام (۱۳۷۹)
- موج مرده (۱۳۷۹)
- عروس آتش (۱۳۷۸)
- دفتری از آسمان (۱۳۷۸)
- روبان قرمز (۱۳۷۷)
- شور زندگی (۱۳۷۷)
- آژانس شیشه‌ای (۱۳۷۶)
- روزی که هوا ایستاد (۱۳۷۶)
- روزی که خواستگار آمد (۱۳۷۵)
- عشق گمشده (۱۳۷۵)
- دره هزار فانوس (۱۳۷۲)
- تله‌فیلم رو به دریا[۱۰] (۱۳۷۱)

### دستیار تدوین
1. گفتگو با باد (۱۳۷۷)
2. برج مینو (۱۳۷۴)
3. مسافران (۱۳۷۰)

### صداگذار
1. شاخ گاو (۱۳۷۴)

### میکس
1. عروس آتش (۱۳۷۸)
2. مسافران (۱۳۷۰)

### امور فنی صدا
1. دخترک کنار مرداب (۱۳۶۸)

### ساخت آنونس
1. روبان قرمز (۱۳۷۷)

## جایزه‌ها و افتخارها
- سیمرغ بلورین بهترین تدوین (آژانس شیشه‌ای) - جشنواره شانزدهم فیلم فجر - ۱۳۷۶
- سیمرغ بلورین بهترین تدوین ( روبان قرمز) - جشنواره هفدهم فیلم فجر - ۱۳۷۷
- نامزد سیمرغ بلورین بهترین تدوین (عروس آتش) - هجدهمین جشنواره فیلم فجر - ۱۳۷۸
- تندیس حافظ بهترین تدوین (ارتفاع پست) - ۱۳۸۱
- نامزد تندیس زرین بهترین تدوین (ارتفاع پست) - ششمین جشن خانه سینما - ۱۳۸۱
- انتخاب شده به عنوان بهترین تدوین‌گر سال برای فیلم ارتفاع پست به انتخاب نویسندگان و منتقدان (ماهنامه فیلم) - ۱۳۸۱
- نامزد بهترین تدوین از هشتمین جشن خانه سینما برای فیلم اشک سرما - ۱۳۸۳
- سیمرغ بلورین بهترین تدوین از بیست و چهارمین جشنواره فیلم فجر برای فیلم  چهارشنبه‌سوری- ۱۳۸۴
- نامزد بهترین تدوین از دهمین جشن خانه سینما برای فیلم چهارشنبه‌سوری - ۱۳۸۵
- نامزد بهترین تدوین از بیست و هفتمین جشنواره فیلم فجر برای فیلم درباره الی - ۱۳۸۷
- نامزد بهترین تدوین از بیست و هشتمین جشنواره فیلم فجر برای فیلم هفت دقیقه تا پاییز - ۱۳۸۸
- برنده جایزه بهترین تدوین در جشن خانه سینما برای فیلم درباره الی - ۱۳۸۹
- تندیس بهترین تدوین از پنجمین جشن منتقدان و نویسندگان سینمایی ایران برای فیلم جدایی نادر از سیمین - ۱۳۹۰
- جایزه بهترین تدوین برای فیلم جدایی نادر از سیمین از فیلم فستیوال آسیا (اسکار آسیا) در هنگ کنگ - ۱۳۹۰
- سیمرغ بلورین بهترین تدوین (نارنجی پوش) - جشنواره سی ام فیلم فجر - ۱۳۹۰[۱۱][۱۲]
- برنده تندیس بهترین تدوین از ششمین جشن منتقدان و نویسندگان سینمای ایران برای فیلم فروشنده
- برنده تندیس بهترین تدوین از ششمین جشن منتقدان و نویسندگان سینمای ایران برای فیلم (بغض) و (اژدها وارد می‌شود)
- کاندید منتخب ۱۳۸۵ منتقد و خبرنگار جهان برای بهترین تدوین (جدایی نادر از سیمین) - ۱۳۹۱ (۲۰۱۲)
- نامزد دریافت سیمرغ بهترین تدوین برای فیلم عصبانی نیستم - ۱۳۹۸
- تندیس حافظ در جشن نوزدهم دنیای تصویر برای فیلم عصبانی نیستم! - ۱۳۹۸
- نامزد جایزه بهترین تدوین در سی و سومین دورهجایزه گویا برای فیلم همه می‌دانند - ۲۰۱۹
- انتخاب شده به عنوان بهترین تدوینگر سال برای فیلم‌های مختلف به انتخاب نویسندگان و منتقدان (ماهنامه فیلم)
- کاندید بهترین تدوین برای فیلم مسخره باز در سیزدهمین جشن منتقدان سینمای ایران ۱۳۹۸

## همراهی با اعتراضات سراسری ۱۴۰۱ ایران
هایده صفی‌یاری، در مراسم اختتامیه جشنواره فیلم شب‌های سیاه تالین استونی به‌عنوان یکی از اعضای هیئت داوران بدون حجاب اجباری روی صحنه رفت و پوستری با نوشته «زن، زندگی، آزادی» در دست گرفت. او در حال حاضر در ایران ممنوع‌الکار است. 

## یادکرد
1. ↑  هایده صفی یاری بایگانی‌شده  در ۵ مارس ۲۰۱۶ توسط Wayback Machine، بانک اطلاعات سینمایی سوره
2. ↑  لیلا حاتمی و گلشیفته فراهانی عضو آکادمی اسکار شدند، بی‌بی‌سی فارسی
3. ↑  خبر آنلاین. «شانس به من رو کرد، اولین کار مستقلم «آژانس شیشه‌ای» شد».
4. ↑  سینما پرس. «تمام فیلم‌هایی را که دوست دارم هایده صفی‌یاری تدوین کرده است».
5. ↑  باشگاه خبرنگاران جوان. «هايده صفي ياري تدوينگر چيره دست سينماي ايران+تصاوير».
6. ↑  ایسنا. «هایده صفی‌یاری داور جشنواره تالین شد».
7. ↑  ایرنا. «هایده صفی‌یاری، داور جشنواره تالین شد».
8. ↑  ««همچنان که می‌مردم» به ۲ جشنواره بین‌المللی راه پیدا کرد». خبرگزاری مهر. ۲۵ مهر ۱۳۹۸. دریافت‌شده در ۱ مهر ۱۴۰۳.
9. ↑  «نقد «سیصد و شونزده» در شیراز». خبرگزاری مهر. ۲۸ دی ۱۳۹۴. دریافت‌شده در ۱ مهر ۱۴۰۳.
10. ↑  «در تلویزیون». ماهنامهٔ سینمایی فیلم. ج. ۱۰ ش. ۱۲۶. مرداد ۱۳۷۱. صص. ۲۸.
11. ↑  «روزهای زندگی و ضد گلوله بهترین فیلمهای جشنواره فیلم فجر شدند». ۲۳ بهمن ۱۳۹۰. بایگانی‌شده از اصلی در ۲۸ ژوئن ۲۰۱۲. دریافت‌شده در ۱۵ فوریه ۲۰۱۲.
12. ↑  خبرآنلاین. «فهرست کامل برندگان سیمرغ‌های سی‌امین جشنواره فیلم فجر».
13. ↑  «تدوین‌گر قهرمان و فروشنده حجاب اجباری از سر برداشت». یورونیوز فارسی. دریافت‌شده در ۷ آذر ۱۴۰۱.
14. ↑  تابناک. «چه گروه‌هایی و برای چه مدت در سینما ممنوع الفعالیت می‌شوند؟».
15. ↑  عصر ایران. «چه کسی از ممنوع الکار کردن تدوینگر آژانس شیشه ای خوشحال می‌شود؟».